# Dóra Dúróová
Dóra Dúróová (maďarsky Dúró Dóra; * 5. březen 1987 Szentes) je maďarská politoložka, národně radikální politička, poslankyně Zemského shromáždění v 6., 7. a 8. volebním období za Hnutí za lepší Maďarsko (Jobbik) a v 9. volební období za Hnutí Naše vlast. V letech 2007 až 2014 tisková mluvčí Jobbiku, v období 2015 až 2016 místopředsedkyně parlamentní politické frakce Jobbiku, od roku 2014 předsedkyně parlamentního výboru pro kulturu. Od června 2018 první místopředsedkyně Hnutí Naše vlast.

## Biografie

### Dětství a studia
Narodila se roku 1987 ve městě Szentes v župě Csongrád v tehdejší Maďarské lidové republice do rodiny zvěrolékaře, v pořadí jako druhé dítě. Do svých 18 let žila na venkově, byla žačkou obecných škol v obci Csépa (župa Jász-Nagykun-Szolnok), Döbrököz (župa Tolna) a ve městě Dombóvár (župa Tolna). V roce 2005 odmaturovala na Illyés Gyula Gimnázium v Dombóváru.
Roku 2010 získala titul v - tehdy ještě v pětiletém - oboru politologie na budapešťské Univerzitě Loránda Eötvöse (ELTE). Ale již dříve se zabývala maďarským národním radikalismem (Kuruc.info, Maďarská garda, László Németh). V politologickém studiu pokračovala na Budapesti Corvinus Egyetem (BCE) až do narození prvního potomka roku 2011.
Vedle rodné maďarštiny ovládá také angličtinu, italštinu a němčinu.

### Politická kariéra
V lednu 2006 spoluzakládala místní stranickou organizaci Jobbiku v budapešťském X. obvodu Kőbánya, v roce 2008 se po sňatku přestěhovala do XI. obvodu Újbuda, kde byla později zvolena místopředsedkyní místní stranické organizace. Od roku 2007 pracovala na žádost Gábora Vona jako tisková referentka Jobbiku, a tehdy se stala členkou i centrálního volebního štábu tohoto hnutí. V roce 2008 se stala předsedkyní stranického výboru pro vzdělávání a kulturu. Ve stejném roce s manželem založila Knihovnu Dénese Csengeye v budově Jobbiku v V. obvodu Belváros-Lipótváros.
Roku 2009 byla zvolena celostátní tiskovou mluvčí Jobbiku. Ve volbách do Evropského parlamentu téhož roku kandidovala za Jobbik, ale až na nezvolitelném 19. místě z 22 kandidátů/mandátů celkem. Hnutí tehdy dosáhlo prvního významného volebního úspěch, kdy se 14% získalo 3 mandáty v EP. Jedním ze zvolených europoslanců byl Zoltán Balczó, pro kterého Dóra Dúróová pracovala jako pověřená mluvčí v Maďarsku.
V parlamentních volbách 2010 kandidovala za Jobbik v 15. jednomandátovém volebním obvodu v XI. obvodu Újbuda v Budapešti. S výsledkem 6,55% skončila na 4. místě. Kandidovala také na 17. místě župní obvodní kandidátky Budapešti, ale nakonec získala poslanecký mandát z 29. místa na celostátní kandidátní listině Jobbiku. Ve věku 23 let byla nejmladším poslancem Zemského shromáždění v 6. volebním období (2010—2014). Stala se členkou parlamentního výboru pro vzdělávání, vědu a vývoj.
V parlamentních volbách 2014 kandidovala v 6. jednomandátovém volebním obvodu v VIII. obvodu Józsefváros a s výsledkem 13,31% skončila na 3. místě. Poslanecký mandát získala zvolením ze 4. místa na celostátní kandidátní listině Jobbiku. I v 7. volebním období (2014—2018) byla nejmladším poslancem. Stala se předsedkyní parlamentního výboru pro kulturu.  Od roku 2015 do prosince 2016 působila také jako místopředsedkyně parlamentní politické frakce Jobbiku.

## Soukromý život
Je vdaná, s manželem (Előd Novák) žijí ve městě Budaörs v aglomeraci hlavního města Budapest a mají čtyři potomky: Hunóra Kincső Novák (* 2011), Bottyán János Novák (* 2013), Nimród Nándor Novák (* 2014), Zente Levente (* 2019).
Sňatek uzavřela v roce 2008 ve Skalním kostele Patronky Maďarské (Magyarok Nagyasszonya sziklatemplom) v Budapešti. Její manžel Előd Novák, kterého poznala již dříve v Jobbiku, byl v parlamentních volbách 2010 a 2014 také zvolen poslancem maďarského parlamentu, takže až do roku 2016, kdy Előd Novák z poslaneckého mandátu odstoupil, spolu tvořili jediný poslanecký manželský pár (od roku 1990 byly v každém volebním období v maďarském parlamentu poslanecké manželské páry, v jeden čas dokonce pět manželských dvojic).